# Lipowa Góra Wschodnia
Lipowa Góra Wschodnia est un village de Pologne, situé dans le gmina de Szczytno, dans le Powiat de Szczytno, dans la voïvodie de Varmie-Mazurie.